# 偏向報道
偏向報道（へんこうほうどう）とは、ある特定の事象について複数の意見が対立する状況下で、特定の立場からの主張を否定もしくは肯定する意図をもって、直接的・間接的な情報操作を行うといった報道のことである。この言葉はその出来事の利害関係者が使うことが多いと主張する者もいるが、利害関係がなくとも意見が対立する場合、偏向報道であるか否かの判断が分かれることにも留意が必要である。また、事件を隠蔽することがないようにすることも重要である。

## 概要
ヨハネス・グーテンベルクの活版印刷技術の発明以降、特にマスコミが台頭してきた19世紀、この「世論誘導力」の大きさに驚き、注目したのは権力者達であった。そして自らの権力安泰を図るために法、すなわち表現・言論を統制するための法を制定あるいは強化し、権力者に都合のよい報道が各国で行われた。すなわち偏向報道の歴史はマスコミ台頭と同時にはじまっている。
20世紀に入り電波がマスメディア用に実用化されると、時の権力者はこれを大いに利用した。有名なものとしてはナチス・ドイツによるものがあり、世界初のテレビジョン放送開始はナチスの宣伝・世論誘導の目的を持った「国策」として達成されている。日本においても同じであり、検閲と一体化されたラジオによる「権力偏向報道」がなされた。
しかしその結果は悲惨なものとなり、第二次世界大戦終結後、これに懲りた国々では表現の自由を厳格に定めて「権力偏向報道」を撤廃、併せて「権力監視の役目」をマスコミに与えた。これ以降、これらの国々での偏向報道とは、それまでの「権力に都合のよいように恣意的に歪めた報道」あるいはその逆のみならず、「多面的考察を欠いた非中立的報道」あるいは「特定個人の思想などを正当化するため恣意的になされる報道」など複数の定義、考え方がされるようになった。
戦後の日本でマスコミの偏向報道をあからさまに主張した公人は、佐藤栄作元総理大臣が最初とされる。1972年6月の退陣表明記者会見で、「僕は国民に直接話したい。新聞になると（真意が）違うからね。偏向的な新聞は嫌いなんだ、大嫌いなんだ。（記者は）帰って下さい。」と新聞記者を退席させ、テレビ局のカメラに向かって語った。これは日本の場合、テレビ、すなわち放送が唯一、法的規制を受ける言論報道機関であり、放送法に、政治的に公平であること、事実をまげないことなどが詳細に規定され、また放送によって権利侵害を受けた人などから2週間以内に請求があり、調査の結果「誤った放送」をおこなったことが判明した場合には2日以内に訂正放送をおこなわなければならないことが、罰則とあわせて定められていることが理由であった。
元総理大臣の田中角栄は、マスコミを「第四の権力」と表現し、偏向報道をマスコミの武器として認識していたという。
1957年7月に郵政大臣に就任した田中角栄は、テレビ放送局の大量免許を一本化調整し、全国各地にテレビ局を開設する方針を示し、審査方針を作成して申請者に通知した。
その主な内容は、田中が指示した資本・役員構成などの合併条件を受け入れることを予備免許の前提条件とした。
テレビ民放の社史の多くは、この時期に予備免許を得た、その実態について、田中郵政大臣が申請者全員を東京の郵政省に呼び出し、
自ら作った資本や役員構成の調整案を示しながら一挙に一本化を図った様子を記述している。
産経新聞の鹿内信隆は、社長だった1967年7月当時の広告主向け説明会で「新聞が本当に不偏不党の立場でまかり通るような安泰なものに、今、日本の国内情勢が成っているでしょうか。」「敢然と守ろう『自由』、警戒せよ、左翼商業主義!」と演説した。また、1970年9月には、産経拡販への協力を通じた支持を求める田中（当時は自民党幹事長）の通達が、全国の自民党支部連合会長、支部長宛に「取扱注意・親展」として送付され、国会で取り上げられたこともある。
国によって違いはあるが、概ね、「政治的に公平であること」「事実をまげないこと」「できる限り多面的に検討すること」などが法規定されているのは、いわゆるテレビ、ラジオなどの「電波報道」のみである。これは有限である電波を媒体として利用すること、また速報性・同時性の高さから大衆への影響力が非常に強いというのが理由である。しかしもとより表現とは特定の目的をもってなされるものであるから、電波報道といえども完全な公平性の実現などは不可能、結果、せいぜい最大公約数的な内容までにしかならない。対して媒体無限の新聞、雑誌などに規制はなく、新聞のいうところの「不偏不党の立場」などは、あくまでも自主的なもの、各社の考え方の違いがストレートに表れがちである。同じ事象を扱う場合であっても、電波報道と新聞、雑誌などの報道内容に大きな違いが生じるのはこのためであり、この違いをもって大衆から、どちらかが偏向報道であると言われることもある。そしてこれは大衆のみならず、例えば放送局と新聞社間でもあることで、放送局は特定の新聞社の社説を電波にのせることができない、これに対して新聞社が抗議する、最悪は法闘争にまで発展するといったこともある。
2008年11月、トヨタ自動車相談役の奥田碩は、年金問題に関するマスコミの報道について、「個人的な意見だが、本当に腹が立っている。」「あれだけ厚生労働省を叩くのは、ちょっと異常な話。」と不快感を示し、続けて、「なんか報復でもしてやろうかな。例えばスポンサーにならないとかね。」と広告の引き上げを示唆した。国家権力の監視はマスコミの役目ではあるが、それが「過ぎたもの」と大衆に認識され、転じて偏向報道とみなされると、かえって報道活動への大衆圧力、さらには権力の介入を招き、報道の自由を危機に晒す恐れがある（報道におけるタブーも参照）。
窪田順生は「朝日新聞の慰安婦報道問題など、マスコミ不祥事を振り返れば」偏向報道は「平常運転」であるとし、「『〜によりますと』と他人の話に乗っかって無責任に」被害者側の声ばかり取り上げ、それを「否定する声が出ても『黙殺』」し疑惑の人物が「社会的に抹殺されていく」「『人民裁判システム』と呼んで差し支えないメディア・リンチ」が繰り返された「動かし難い事実がある」とした。

## 報道の不正確性・偏向性
以下、「電波報道」と「新聞報道」を例にして述べる。
電波報道にはその媒体の性質より、概ね各国で直接的にその表現を規制する法律があり、結果、視聴者やスポンサーの意向の反映は間接的、各局「横並び」の内容になるが、よって法規制による偏向性もまた必然的に横並びにあらわれてくる。対して新聞はそれぞれが個性、主義主張を持つもの、各国ともに概ね、民主政治やそれにより成立している国家を暴力によって転覆させる主張など極端なもの、人権侵害などに対する規制があるくらいで、基本的に自由であることから、同じ事象を取り上げても各新聞社によって内容はかなり変わる。読者やスポンサーの意向が直接的に反映されることもあり、結果、必然的にそれぞれの偏向性があらわれてくる。そして媒体には「限り」がある、すなわち電波報道では「時間」、新聞報道では原理的には無限といえども現実には限りのある「紙面」であり、さらに「事実は必ずしも真実ではない」ことから、もともと電波報道、新聞報道ともに最善を尽くしたとしても、ある程度の不正確さは避けられない。すなわち「電波報道」「新聞報道」ともに、大なり小なり「偏向性」と「不正確さ」は付きものである
。

## 日本と欧米などでの報道受信の違い
日本と欧米などでは「表現責任の帰属」に対する考え方が大きく違う。すなわち欧米などでは「表現者個人」であるが、日本では「マスコミ」であり、いわゆる「表現考査」は表現者個人ではなくマスコミによって行われている（詳細は表現の自主規制を参照）。
このため、欧米などでは古くから情報の受け手、すなわち視聴者や読者それぞれが、複数のマスコミ報道を比較・検討して「真実性の判断をする」ことが普通で、今日ほぼ定着しているのに対し、日本ではメディアの多様化とは裏腹に、未だ視聴者や読者の多くが、例えばマスコミ1社の、自分にとって良し悪しのいずれについても「都合のよい報道」をそのまま「真実と受け止めてしまう」ことが多く、例えば特定の食品が健康によいと報じられると、途端に店頭での売り切れが続出する。ところがその後、その食品の効果がさほどでもなかった、あるいは最悪は全くなかったことが別途報道されると、今度は一転して全く売れなくなる。そしてその食品が健康によいと発言した発言者ではなく、その発言を報じた報道機関に対して一斉に批難が集中、直接責任を問うといったことが繰り返し起こっている。これは大手マスコミ主導で世論が動くことの裏返し、すなわちごく一部の大手マスコミの主観論に流され、民主主義の形成・成長・維持に絶対不可欠な「少数意見の尊重」を阻害しかねず、最悪は大手マスコミによる直接的な情報操作や不正などを大衆が見抜くことができなくなり、誤った道に嵌る危険性をも孕んでいる。このことから日本ではメディア・リテラシー教育の必要性が声高に叫ばれてもいる。
そしてまたこのことから日本では唯一、放送法などによる直接的な縛りを受ける電波報道について、それを根拠として「偏向報道」として問題視されることが多くある。これは概ね日本独特のものであり、欧米などではよほどのこと、すなわち武力を用いた内乱を視聴者に呼びかける、あるいは明らかに誤った内容の報道で、被報道者の人権などを著しく侵害した、といったことがない限り、放送局がその直接責任を問われることはない。
電波報道の法規制、特に概ね各国共通である訂正放送の義務は、逆に電波報道の自由を保証するためのものでもある。しかし日本においては今日においてもその規制の意図が大衆に理解されていないきらいがあり、ゆえに「偏向報道」が度々問題になるともいえる。報道にあたって最善を尽くしたとしても、報道には不正確さ、偏向性は付きものである。しかし一方で大衆への影響力の非常に大きな電波報道であるから、視聴者などから誤りであるとの指摘を受け、事実そうであれば訂正すること、すなわち「過ちて改むるに憚ることなかれ」でなければならない、取り返しのつかない事態を招いてはならない、端的にいえば「失敗しました。申し訳ありません。」の範囲に収めることが、この法条文の意図するところである。
ところが日本では、例えばNHK制作「あさイチ」2011年10月17日「日本列島・食卓まるごと調査」コーナーでの誤った内容の放送と2011年12月15日の「再検証番組」の放送、誤った放送内容のNHKのWebSite公開削除について、インターネット掲示板などで大衆から「偏向報道」「隠ぺい工作」「世論誘導」などの指摘が多く、日本語版Wikipediaにも「不祥事」として記載がある。しかしこれは全て遵法措置、国から認可を受けているNHKの放送基準（自主基準）にも従った措置であり、事実、国からNHKに対する処分もなければ、NHKによる番組打ち切りなどの判断もない。NHKのウェブサイトには放送基準が準用されているため、誤った放送内容をNHKのウェブサイト上に放置することは、それこそ御法度である。
過去、大東亜戦争遂行のために国家がNHKを利用して国民を戦争に「誘導」した反省より、予算の 0.5% 程度を国からの交付金で賄っている NHK といえども「正しいものではない」ことを明確にし、民主主義の維持発展を図ろうとしているのが戦後一貫した日本の電波法、電波関連法の考え方である。戦後、少なからず放送への公権力介入の動きがあったが、基本であるこの部分については揺らぎなく、近年まで公権力介入の動きはなかった。
しかしながら、2008年（平成20年）以降、放送番組は主に視聴者意見（クレーム）に従って制作、運用されるようになった。すなわち「自律」ではなく「他律」を求めるようになってしまったことから、なし崩し的に報道への公権力介入がされるようになっている。そもそも放送は、放送事業者が貴重な資源である電波を全国民から負託されて実施しているものであり、自律できない放送は、当然、公権力の介入を許すものとなる。ただし憲法規程があることから、もとより具体的にその介入は「社会的利益を衡量しての一視聴者の立場としての公権力による圧力」までに制限される。しかしこの圧力は大きく、根本の表現の自由、報道の自由にも直接の影響を与えるものとなっている。実際、2011年（平成23年）3月11日の東北地方太平洋沖地震による地震動と津波の影響により、東京電力の福島第一原子力発電所で発生した炉心溶融（メルトダウン）など、一連の放射性物質の放出をともなった原子力事故において、警察庁は報道機関が政府関係機関以外からの情報を報道するならば摘発する姿勢を示し、「原発問題で、官房長官、原子力安全・保安院、原子力委員会、東電等、関係機関が発表する内容以外の情報を流した者は「デマ・憶測」として摘発することもあり得る。」と各放送事業者に圧力をかけ、各放送局はそれに従い、政府関係機関以外からの情報報道を控えている。

## 日本で偏向報道として話題になる例

### 政治
- テレビ朝日は、1993年に行われた総選挙の期間中に、小沢一郎率いる新生党をはじめとした当時の野党（日本共産党は除く）による非自民政権樹立を促す報道と、当時の同局報道局長・椿貞良が日本民間放送連盟の会合でそれを正当化する旨の発言をおこない、椿が証人喚問される事態になった（椿事件）。
- 2000年夏頃より、当時の内閣総理大臣森喜朗がビル・クリントンに対して出鱈目な英語の挨拶を行ったと言う噂が一部マスメディア、著名人によって報じられる。事実は毎日新聞論説委員高畑昭男による作り話であり、森はこの捏造を批判している（詳細はWho are you ?捏造報道）。
- 2001年5月15日、当時の長野県知事・田中康夫による「脱・記者クラブ宣言」に地元の有力紙である信濃毎日新聞（信毎）が猛反発し、これ以後一貫して田中知事の政策を批判する報道が行われ続けた（参照:記者クラブ#特権廃止と開放の動き）。
- TBSテレビの情報番組『サンデーモーニング』の2003年11月2日放送分にて、東京都知事・石原慎太郎の「私は日韓合併（の歴史）を100%正当化するつもりはないが、（以下略）」という発言が、テロップによって「100%正当化するつもりだ」という正反対の表示で報道された（参照:石原発言捏造テロップ事件）。
- 日刊ゲンダイは、2010年の第22回参議院議員通常選挙直前、「今更『自民に投票』は時代おくれだ」（同6月30日付）、「民主党へ投票が最良の選択」（同6月29日付）、「迷わずに民主党へ投票しよう」（同7月3日付）など、民主党への投票を促す内容の記事を掲載した。これに対し、自民党は大島理森幹事長名義で、中央選挙管理委員会に公職選挙法違反の疑いがあるとして質問状を提出した[6]。
- 2017年7月10日、加計学園問題の閉会中審査が行われ、その中で加戸守行元愛媛県知事が「歪められた行政が正された」と発言したが、産経新聞によると、朝日新聞・毎日新聞・東京新聞の3紙はこの部分を報じなかった[7][8]。
- 2024年の兵庫県庁内部告発文書問題において、告発者の元兵庫県西播磨県民局長の自殺以降の報道では、プライベート面でも自殺の動機になりうる問題を抱えていた[9]ことがほとんど報道されず、多くの報道で「斎藤元彦兵庫県知事のパワハラ等により自殺した」との決めつけが行われた。フジテレビ『めざまし８』の2024年9月17日放送分では立岩陽一郎が「人を追い込んで、殺してしまった」と発言した[10]。同9月19日に斎藤元彦知事の不信任案が全会一致で可決された[11]が、失職後の出直し選挙期間中に、SNS上で「元県民局長の自殺の原因は斎藤知事ではない」という言説が広がり、マスメディアの報道しない自由を批判する声が高まった。同11月17日、斎藤元彦知事が再選されると、フジテレビ『Ｍｒ．サンデー』で宮根誠司が「今回、私個人が思うのは、大手メディアのある意味、敗北ですよね」と述べた[12]。同12月25日の兵庫県文書問題調査特別委員会（百条委員会）では、証人として出席した片山安孝元兵庫県副知事が、「斎藤知事や（片山元）副知事が悪という前提に立った報道ばかり」と述べ、マスメディアの偏向報道を批判し、一部の番組を放送倫理・番組向上機構（BPO）の放送人権委員会に申し立てたと明らかにした[13]。

### 感染症

#### 後天性免疫不全症候群
- 後天性免疫不全症候群（エイズ）感染者の報道は、時として感染者（患者）のプライバシーを侵害する行為が行われてきた反面、軽く流す程度で終わる報道も見られるなど偏った報道が見られた。例えば性行為が原因で感染・発症した場合は執拗なまでに「犯人探し」が行われたが、血友病の治療に用いられた血液凝固因子製剤のうち非加熱製剤を用いた結果エイズに感染した事例はほとんど扱われなかった[14]。

### 一方的なバッシング・過度の肩入れ
- 読売新聞は、1974年から1975年にかけて名人戦騒動を起こした。1961年から始まった旧・名人戦は14年間に渡って約2500万円に契約金が据えおかれたため、日本棋院は新たに1億円の契約金を提示した朝日新聞社に名人戦主催権を移すことを表明した。これを受けて読売新聞は「金目当て」「信義がない」と激しいバッシングをほぼ1年にわたって囲碁界全体に加え、裁判にまで発展した。1975年末に棋聖戦創設という形で決着したものの、日本棋院の院生数の激減という結果に至り、日本囲碁界の凋落と中国・韓国の台頭の一因となった。

- 高岡蒼甫が2011年7月23日に、「正直、お世話になったことも多々あるけど8は今マジで見ない。韓国のTV局かと思う事もしばしば。うちら日本人は日本の伝統番組を求めていますけど。取り合えず韓国ネタ出てきたら消してます。ぐっばい」[15]とTwitter上で発言した。高岡は、韓国に対する批判ではなく、国の一大事時にどさくさ紛れに欺いて偏りをみせる今の体制への嫌悪感から、日本を引っ張っている人間たちに対する抗議のために発言したとしている。自身の思想信条をTwitterで告白後、所属事務所のスターダストプロモーションとの間で話し合いがもたれたが平行線に終わり、高岡からは自主退職の申し出はなされなかったが契約は解消された[16]。その後、契約解消が明らかにされた後のワイドショーの報道は高岡だけを批判する内容に終始しており、高岡の意見に賛同したり擁護する報道はほとんど見られなかった[17]。

- 2015年の安保法案に関する報道について、反対意見ばかり多く報じられているという意見がある。タレントのつるの剛士は「ニュースを観ていると『反対』の意見ばかり。『賛成』の意見も聞きたいと思う。」とTwitter上で発言した。しかし直後に反対派からバッシングを受け、炎上状態となった。これに対し賛成派からは「公平な意見だ」「普通の意見と思う」などの意見が寄せられた[18]。なお、当のつるの自身は賛成派である。

- 大相撲平成29年11月場所開催中に発覚した、秋巡業鳥取場所前日の10月25日に発生した横綱（当時）・日馬富士公平[注 4]による平幕（当時）・貴ノ岩義司[注 5]への暴行事件に端を発した日本相撲協会と貴乃花光司を巡る騒動では、貴乃花サイドを擁護する報道に終始する局もあった。

#### 沖縄メディアへの批判
琉球新報は、2011年頃から沖縄メディアに対する批判がなされるようになったと報じている。
一方、琉球新報と沖縄タイムスを正すという主張で、2015年に「琉球新報、沖縄タイムスを正す県民・国民の会」が設立されている。運営代表委員の我那覇真子は、沖縄タイムスと琉球新報の基地問題に関する報道を批判し、産経新聞もその報道が偏向報道であると主張している。2015年6月に、百田尚樹は、自由民主党文化芸術懇話会にて「沖縄の2つの新聞は潰さないといけない」と発言した。
沖縄で4年間生活した産経新聞編集委員の宮本雅史は、「イデオロギーに支配されているのではないかと疑いたくなる記事がいかに多いことか」と述べている。
1975年に臨時の米国政府職員として米軍嘉手納基地で勤務したケント・ギルバートは、「沖縄のテレビや新聞等のマスコミは報道しない自由を行使しすぎている」と批判した。

## 外国の影響

### ロシアとの関連
戦前のゾルゲ諜報団・尾崎秀実による反中感情の扇動や政策の誘導のほか、戦後もマスコミ各社に対しおこなわれたロシアによる世論工作が、レフチェンコ事件やミトロヒン文書であきらかとなっている。
2000年代以降も、SVR（KGBの後継組織）とGRUが諜報活動中であり、日米同盟を結ぶ日本の対ロシア世論や利害関係にある北方領土問題に対して働きかけをおこなっている。
近年、ロシアによってウクライナの主権下にあったクリミアが占領されたクリミア危機の後、日本のマスコミ業界の報道において、ウクライナ側から見た「侵略」ではなくロシア寄りの「併合」の表現を用いているのもまた、事実である。この「クリミア併合」の過程で、ロシアはウクライナ国内においてもSNSによる世論操作やフェイクニュースを流すなどの手法をとっている。詳細はハイブリッド戦争の項目も参照。

## 世界各国で偏向報道として話題になる例

### 核開発あるいは原子力問題に関するニュース
911テロで国威発揚状態になっていたアメリカ合衆国ニューヨーク・タイムズは、2002年9月8日付のジュディス・ミラー記者による記事で「イラクが過去1 - 2年にウラン濃縮技術に必要なアルミニウム管数千本を入手しようとしていた」という政府関係者からの情報を掲載した。その日チェイニー副大統領はTVでのインタビューで「これは今朝のニューヨークタイムズにも載っていた確実な情報だ」と述べ、フセイン大統領の核開発疑惑を訴え、イラク戦争への世論誘導に利用した。後に捏造であると判明するこの情報を流したのは、他ならぬチェイニー副大統領のスタッフ（リビー副大統領首席補佐官）だった。いわばチェイニー副大統領の自作自演である可能性が高かったわけだが、ジュディス・ミラーとニューヨークタイムズは情報源秘匿の原則に従って、この事実をイラク開戦後もずっと隠蔽していたため「ブッシュ政権の情報操作に加担した」と厳しい批判を受けた。
ジュディス・ミラー記者はその後、イラク大量破壊兵器報道を巡るプレイム・ゲート事件に関連して連邦大陪審での証言を拒否したため収監される。同紙は「取材源秘匿」の原則に則ってミラー記者を擁護してきたが、ミラー記者が独断で取材源を明かして釈放されると一転して全社を挙げて非難に回る。同紙の編集主幹ビル・ケラーは、全社員へ当てたメールでミラー記者への擁護を撤回すると、同紙コラムニストのモリーン・ダウドはミラー記者を「大量破壊女」と批判した。同僚たちからの非難に居た堪れなくなったミラー記者は、2005年11月8日付けでニューヨークタイムズを退社したが、ニューヨークタイムズの彼女への対応は「昔付き合っていた女を振るようだ」（ニューズウィーク）と揶揄された。
2011年のアメリカやヨーロッパでは、日本の東京電力福島第一原子力発電所の事故後、事実誤認や誇張した報道が相次いだ。アメリカ合衆国オハイオ州のタブロイド紙には「ヒロシマ」「ナガサキ」の隣に「フクシマ」のキノコ雲が描かれた。英国のタブロイド紙は原発事故対応中に「作業員5人が死亡した」とする記事を掲載。これが各国のメディアに次々に伝送、報道される事態になり、見かねた日本の外務省はすべての在外公館に向けて「5人死亡の報道が広く流れている。類似の報道に接したら、直ちに訂正を申し入れるように」と指示する内容の訓令を出すことになった。ニューヨーク・タイムズ電子版、2011年3月16日にはそのトップ画面に特報として建屋が吹き飛び、白煙を上げている福島第一原子力発電所の写真が使われ「事故は日本政府の認識よりもはるかに深刻である。在日アメリカ合衆国人には日本政府が発表した避難距離よりも遠くに避難するように忠告する。特に4号機のプールにはほとんど、もしくは全く水がない状態であり、そこで露出している燃料棒から放射能が外部に放出されている可能性が高い。」といった内容が報じられた。同日の米国CNNウェブサイトには「災害発生、東京からの大脱出」という内容の記事が掲載された。アメリカ合衆国国内では「強制力をもって規制しなければならないもの」とはされず、自由に報道されている。

## 事例
実際に偏向報道や捏造報道だったもの、あるいはそのように批判されたものを列挙する。
- 安倍官房長官印象操作映像事件
- アサヒる問題
- Who are you ?捏造報道
- 石原発言捏造テロップ事件
- 朝日新聞の慰安婦報道問題
- 朝日新聞珊瑚記事捏造事件
- 朝日新聞の新党日本に関する捏造事件
- 毎日デイリーニューズWaiWai問題
- NHKスペシャル シリーズ 「JAPANデビュー」
- NHK番組改変問題
- 2011年のフジテレビ騒動
- テレビ朝日ブログ捏造問題
- TBS不二家捏造報道問題
- TBS掲示板捏造問題
- ニュース女子の沖縄リポート放送をめぐる騒動
- 秋葉原通り魔事件
- 杏林大病院割りばし死事件
- 福島県立大野病院事件
- 大淀病院事件

## 是正を主張する団体
- 朝日新聞を糺す国民会議
- 公共放送のあり方について考える議員の会
- 放送法遵守を求める視聴者の会
- 琉球新報、沖縄タイムスを正す県民・国民の会

## ソーシャルメディアバイアス
アメリカ合衆国においては、ソーシャルメディアがアメリカ合衆国の社会と文化に有害な効果を持っていると、64％のアメリカ人が信じることを2020年7月にピュー研究所は報じた。10％のアメリカ人だけが社会において肯定的な効果をもっていると信じている。ソーシャルメディアによるいくつかの主な懸念は故意の虚偽の拡散または情報の誤った解釈、そして憎悪と過激主義の拡散をもって横たわる。エコーチェンバー現象での増幅の結果としての、誤った情報と憎悪の増大を社会科学の専門家たちは説明する。